# نينجا غايدن 2 (لعبة فيديو 2008)
نينجا غايدن II (بالإنجليزية: Ninja Gaiden II)‏ هي لعبة فيديو من نوع أكشن-مغامرات، تقطيع و ذبح. صدرت في عام 2008 وهي متوفرة فقط على إكس بوكس 360. اللعبة من تطوير شركة تيم نينجا ونشر شركة مايكروسوفت.
بعد سنة واحدة من الجزء السابق، سيد الحدادة «موراماسا» (Muramasa) قام بإنشاء متجر في طوكيو . عميلة في وكالة المخابرات المركزية تدعى «سونيا» تدخل المكان وتسأل عن مكان وجود «ريو هايابوسا» (بطل القصة) ، إلى أن أتى أفراد من عشيرة «نينجا العنكبوت الأسود» و شنوا هجوماً على المحل وخطفوها. يدخل نينجا التنين ريو، الذي فشل في وقف خطف سونيا لكن يتنقل بسرعة حول ناطحات السحاب في طوكيو وأنقذ العميلة، التي تبلغه بهجوم على قرية هايابوسا من نينجا العنكبوت الأسود، الذين يرغبون في سرقة «تمثال الشيطان» الذي يملكونه ويحمونه.

## وصلات خارجية
- Ninja Gaiden II at the إكس بوكس لايف ماركت بليس
- Ninja Gaiden II at موبي جيمز